# Elsad Zverotić
Elsad Zverotić (ur. 31 października 1986 w Ivangradzie) – czarnogórski piłkarz grający na pozycji obrońcy w FC Sion i reprezentacji Czarnogóry.

## Kariera klubowa
W sezonie 2003/2004 Zverotić występował w klubie FC Bazenheid, w którego barwach na czwartym poziomie rozgrywkowym rozegrał 22 mecze i strzelił 12 goli. W 2004 roku trafił do FC Wil. W nowym zespole szybko wywalczył miejsce w podstawowym składzie. Będąc jego graczem regularnie występował w Challenge League – przez cztery lata zaliczył 114 pojedynków.
W 2008 roku Zverotić przeszedł do FC Luzern. W nowej drużynie zadebiutował 20 lipca w przegranym 1:2 spotkaniu z FC Vaduz. Pierwszego gola strzelił 30 maja 2009 w meczu przeciwko Neuchâtel Xamax, przyczyniając się do zwycięstwa 2:1. Od początku swoich występów w Lucernie był podstawowym graczem klubu.
W 2011 roku Zverotić przeszedł do BSC Young Boys.
W 2013 roku przeszedł z BSC Young Boys za 400 tys. euro do Angielskiego Fulham F.C.
W 2015 roku odszedł z Fulham do FC Sion.

## Kariera reprezentacyjna
W reprezentacji Czarnogóry zadebiutował w 2008 roku. Wraz z kadrą brał udział w eliminacjach mistrzostw świata w RPA – zagrał w siedmiu meczach.
W eliminacjach mistrzostw Europy 2012 był podstawowym zawodnikiem reprezentacji. 7 września 2010 w kwalifikacyjnym meczu z Bułgarią zdobył swoją pierwszą bramkę w barwach narodowych.